# Orlița, Kărdjali
Orlița (în bulgară Орлица) este un sat în comuna Kirkovo, regiunea Kărdjali,  Bulgaria. 

## Demografie
Componența etnică a satului Orlița
     Bulgari (18,86%)
     Nicio identificare (81,13%)
     Altele (0%)
La recensământul din 2011, populația satului Orlița era de 212 locuitori. Nu există o etnie majoritară, locuitorii fiind  și bulgari (18,86%). Pentru 81,13% din locuitori nu este cunoscută apartenența etnică.